# Жоан Капдевила
Жоан Капдевила Мендез (шп. Joan Capdevila Méndez; Тарега, 3. фебруар 1978) бивши је шпански фудбалер који је играо на позицији левог бека.
Током 15 сезона у Ла лиги одиграо је 410 утакмица и постигао 36 голова, и то највише у Депортиву и Виљареалу.

## Клупска каријера
Прошао је кроз омладинску школу Тареге пре него што је потписао за Еспањол за који је дебитовао против Атлетик Билбаоа. Наредну сезону је протвео у Атлетико Мадриду. Након тога прелази у Депортиво у којем је наступао 7 сезона.
На почетку сезоне 2007/08. потписао је уговор са Виљареалом на 3 године. Те сезоне, Капдевила је одиграо све осим 2 утакмице у сезони, а његов тим је био 2. на табели и тако осигурао пласман у Лигу шампиона. Постигао је гол у другој утакмици полуфинала Лиге Европе 2010/11. у којем је Виљареал изгубио од Порта.
Дана 21. јула 2011. године је прешао у Бенфику потписавши уговор на 2 године. У португалском клубу дебитовао је 20. августа у победи над Феиренсеом.
Године 2012. вратио се у Еспањол на 2 године, а после тога је кратко наступао за Нортист јунајтед, Лирсе и Санта Колому.
Дана 5. јула 2017. године, у 39. години живота, објавио је да завршава каријеру.

## Успеси

### Клуб
Депортиво
- Куп краља: 2001/02.
- Суперкуп Шпаније: 2002.

Бенфика
- Лига куп Португалије: 2011/12.

Санта Колома
- Прва лига Андоре: 2016/17.

### Репрезентација
Шпанија до 23
- Летње олимпијске игре: сребрна медаља 2000.

Шпанија
- Светско првенство: 2010.[2]
- Европско првенство: 2008.[2]
- Куп конфедерација: 3. место 2009.